# Carlo Scarpa
Carlo Scarpa (2. června 1906, Benátky - 28. listopadu 1978, Sendai) byl italský architekt a designér.

## Život
Narodil se jako syn učitele na základní škole. V jeho dvou letech se rodina přestěhovala do Vicenzy, kde Carlo Scarpa absolvoval střední technickou školu. Po smrti své matky v roce 1919 se Carlo vrátil do Benátek, kde začal navštěvovat akademii (Accademia di Belle Arti).
Po získání titulu v roce 1926 se stal Carlo učitelem architektonického kreslení na této škole. Po promoci začal též pracovat v designérské firmě M. V. M. Cappelin, kde brzy nahradil Vittoria Zecchiniho v pozici uměleckého vedoucího. Zecchini vsázel na průhledné foukané skleněné kousky v základních formách. Scarpa navrhl zabarvené vitráže. Firma však v roce 1932 zbankrotovala. V letech 1932-1947 byl ředitelem designérské firmy Venini, jednoho z nejslavnějších výrobců benátského skla. Zde začal úzce spolupracovat s řemeslníky, což se stalo pro něj nesmírně typickým i do budoucna, když se vrhl na architekturu: Scarpa byl neustále ve spojení s řemeslníky na stavbě a své návrhy neustále revidoval podle jejich připomínek. Jeho styl se tak stal vzorem pro architekty, kteří si přejí oživit řemeslo v moderní architektuře. Krom skla navrhoval i nábytek navrhoval, maloval též obrazy v surrealistickém duchu.
Architektuře se Scarpa začal věnovat po druhé světové válce. Setrval jako učitel na univerzitě v Benátkách, ale začal získávat i úkoly, které se staly vrcholem jeho kariéry. Nejdůležitější jsou budova Canova Plaster Cast Gallery v Possagnu (1955-1957), rekonstrukce Museo di Castelvecchio v Benátkách (1956), za které získal národní cenu, prodejna Olivetti na Piazza San Marco v Benátkách (1957-1958), budova nadace Querini-Stampalia v Benátkách (1961-1963), hřbitov Brion v San Vito d'Altivole (1969) či budova pobočky Banca Popolare ve Veroně.
V roce 1978 navštívil Japonsko, kde nešťastně upadl na kamenných schodech v jednom z chrámů. Byl deset dní v bezvědomí, nakonec na následky zranění zemřel. Pohřben byl ve vertikální poloze na hřbitově Brion v San Vito d'Altivole.